# Sozan, Starîi Sambir
Sozan (în ucraineană Созань) este un sat în comuna Strașevîci din raionul Starîi Sambir, regiunea Liov, Ucraina.

## Demografie
Componența lingvistică a localității Sozan
     Ucraineană (100%)
Conform recensământului din 2001, toată populația localității Sozan era vorbitoare de ucraineană (100%).